# Eoanthidium adentatum
Eoanthidium adentatum là một loài Hymenoptera trong họ Megachilidae. Loài này được Gupta & Simlote mô tả khoa học năm 1993.